# 若林加奈
若林 加奈（わかばやし かな、1969年12月12日- ）は、日本の元アイドル。当時の所属事務所は田辺エージェンシー、レコード会社は日本コロムビア。

## 来歴・人物
石川県金沢市出身。実家は精肉店。姉と兄がいる。小学生高学年の時から歌手になりたいと思うようになり、小学6年生の時に地元の石川テレビの歌番組『歌のホームラン』に出場したことがある。
金沢市立鳴和中学校3年生在学時の1984年、「'84コロムビア・レコード新人歌手オーディション」に出場して決勝大会で石川秀美の『スターダスト・トレイン』を歌い、その結果、2万5186人の中から選ばれ、1985年3月1日に「PIRA★星物語」でデビュー。キャッチフレーズは「45％妖精」。中学卒業後に上京して明治大学付属中野高等学校夜間部に入学。
1985年当時のプロフィールは身長161cm、血液型AB型、スリーサイズはB.78cm／W.56cm／H.79cm。

## ディスコグラフィ

### シングル
- 全て日本コロムビアからリリース。

| # | 発売日         | A/B面 | タイトル                 | 作詞           | 作曲       | 編曲     | 規格品番 |
| - | -------------- | ----- | ------------------------ | -------------- | ---------- | -------- | -------- |
| 1 | 1985年 3月1日  | A面   | PIRA★星物語              | 夏目純         | 尾崎亜美   | 萩田光雄 | AH-560   |
| 1 | 1985年 3月1日  | B面   | 渚のバナナ・フィッシュ   | 竜真知子       | 福島邦子   | 新川博   | AH-560   |
| 2 | 1985年 7月1日  | A面   | 夏色パラダイス           | 竜真知子       | 馬飼野康二 | 新川博   | AH-609   |
| 2 | 1985年 7月1日  | B面   | 彼のANIKI                | 中原めいこ     | 中原めいこ | 新川博   | AH-609   |
| 3 | 1985年 9月21日 | A面   | セプテンバー・クィーン   | 阿久悠         | 岸正之     | 鷺巣詩郎 | AH-652   |
| 3 | 1985年 9月21日 | B面   | 愛の魔法陣               | 阿久悠         | 馬飼野康二 | 鷺巣詩郎 | AH-652   |
| 4 | 1986年 4月21日 | A面   | COOL〜アナタガタリナイ〜 | いとうせいこう | 大森隆志   | 船山基紀 | AH-704   |
| 4 | 1986年 4月21日 | B面   | 月夜のワルツ             | EPO            | EPO        | 清水信之 | AH-704   |

### アルバム
- KANAPPE（1985年9月21日発売）（2010年9月22日初CD化）[3]＜「セプテンバークイーン」と同時発売＞

（A面：セプテンバークイーン/PIRA★星物語/彼のANIKI/Rain・Rain・Rain/ペパーミントシーズン／B面：夏色パラダイス/愛の魔法陣/渚のバナナ・フィッシュ/風色のフォトグラフ/ときめきフォーリン・ラブ）

### ベスト・アルバム
- 河上幸恵&若林加奈ベスト（2005年12月21日発売）＜全シングルA面・B面収録＞

## 出演

### ラジオ
- はじけて!!バンバン （シンセン☆キラキラナイト月曜日、1985年10月 - 1986年3月）

### CM
- 江崎グリコ アーモンド棒'e（1985年）＜井浦秀知と共演＞